# たちばな
株式会社たちばなは、呉服店のたちばな、おしゃれ着物専門店のあかしろき、フォトスタジオのShaleny（シャレニー）を運営する企業。
本社は長野県長野市。

## 呉服事業
- たちばな 路面店（長野県に８店舗）
- たちばな ショッピングセンター店（長野県・新潟県・愛知県に10店舗）
- あかしろき （長野県・東京都・北海道に３店舗）[2]
- 着物ぜろいち（東京都に１店舗）

## フォトスタジオ事業
- フォトスタジオ Shaleny（シャレニー）長野県・山形県・新潟県・富山県・愛知県に１５店舗
- FC店 Shalenyの運営支援　大阪府高槻市 １店舗[3]

### スタジオ経営者勉強会　SNG47 運営
写真を通して日本を元気にしたい！をテーマにした勉強会グループを幹部フォトスタジオと共に運営。
「スタジオから日本を元気にする会（SNG47）」は、 『写真を通して日本を元気にしたい！』をテーマに、 業種の垣根を取り払い、「写真館」「呉服店」「衣裳店」「美容院」などが集まり、 『共に』学び、『共に』成長していくことを目的としている勉強会グループ。加盟社数は81社。

## 着付教室運営
- 前結びきもの学院 信越本部

各呉服店の店舗内と出張教室にて、各店が運営。

## コンサルティング事業

### フォトスタジオ支援の達人
- 振袖戦略のコンサル
- フォトスタジオ人材育成
- 運営管理ソフト
- 撮影衣装
- テクニック指導
- 売れるアルバムデザイン
- フォトスタジオ事業参入・出店の総合サポート[6]

### フォトラボラトリー事業
Shaleny Labo（シャレニーラボ）
- フォトアルバム製作
- フォトレタッチ
- フォトスタジオサポート

写真の修整屋さん
- 写真の修整

## エコ事業

### 太陽光発電事業
- 本社屋上発電所
- 別府発電所
- 山梨発電所
- 群馬発電所

## 沿革
- 1954年 長野県上水内郡鬼無里村（現長野県長野市鬼無里）に松屋洋品店を創業［1］
- 1974年 長野市に橘きもの学院・橘和裁センター開設
- 1974年 長野市にきもの小売店 たちばな 出店
- 1979年 長野市に株式会社たちばな設立
- 1987年 長野本店･本社 北石堂町に移転
- 1987年 たちばな松本店開店
- 1992年 たちばな上田・飯田店出店
- 1995年 たちばな岡谷店（現諏訪店）出店
- 1997年 たちばな佐久店出店
- 1998年 たちばな長野本店 振袖ショップ開店
- 1998年 長野オリンピックを記念し、長野県120市町村（当時）の風物・歳時を120のきもの・帯に制作した、きもの１２０を発表
- 2002年 フォトスタジオ ミルキー開店
- 2002年 きもの屋ちょんまる茅野店開店
- 2003年 長野本店・本社 現在地のビルを購入し移転
- 2006年 フォトスタジオ 店舗移転、Shaleny(シャレニー)にブランド名変更
- 2007年 シャレニー上田店開店
- 2008年 前結びの着付教室、早比楽美装きもの学院 信越本部 開設
- 2008年 シャレニー諏訪店開店
- 2018年 きもの365株式会社が設立[9]
- 2023年 着物ぜろいち武蔵小山店開店

## 振袖CMモデル
- あかせかり
- 箭内夢菜
- 土屋怜菜
- 出口夏希
- 森マリア
- 鈴木ゆうか